# Cantó de Villiers-le-Bel
El cantó de Villiers-le-Bel és un cantó francès del departament de Val-d'Oise, situat al districte de Sarcelles. Des del 2015 té 7 municipis i el cap és Villiers-le-Bel.

## Municipis
- Bonneuil-en-France
- Bouqueval
- Gonesse
- Roissy-en-France
- Le Thillay
- Vaudherland
- Villiers-le-Bel

## Història
| Data d'elecció                           | Identitat          | Partit | Qualitat |
| ---------------------------------------- | ------------------ | ------ | -------- |
| 1976-1994                                | Louis Perrein      | PS     |          |
| 1994-2008                                | Raymonde Le Texier | PS     |          |
| 2008-                                    | Didier Vaillant    | PS     |          |
| les dades anteriors no són pas conegudes |                    |        |          |
|                                          |                    |        |          |

## Demografia
| A partir de 1990: Població sense dobles comptes |